# Heidi Rakels
Heidi Rakels (Leuven, 22 juni 1968) is een Belgische voormalige judoka.
Rakels nam als judoka tweemaal deel aan de Olympische Zomerspelen. In 1992 won ze een bronzen medaille in de categorie middengewicht tot 66kg, in 2000 eindigde ze vijfde in de categorie halfzwaargewichten tot 78kg.
Ze is burgerlijk ingenieur computerwetenschappen van opleiding en stopte in 2004 met het beoefenen van topsport. Vervolgens ging ze aan de slag als zelfstandig software-ingenieur. In 2014 richtte ze samen met haar man Eric Lafortune, zoon van Belgisch olympisch schutter en mederecorddeelnemer Frans Lafortune, het bedrijf Guardsquare op, dat beveiligingssoftware voor mobiele applicaties ontwikkelt en met succes verkoopt. Eind 2019 verliet ze Guardsquare. Sinds september 2020 is ze lid van de Topsportcommissie van Judo Vlaanderen. Tevens bekleedt ze mandaten bij verschillende ondernemingen en is ze zelfstandig coach voor start-ups en scale-ups. In september 2021 was ze kandidaat-voorzitster van het Belgisch Olympisch en Interfederaal Comité (BOIC), maar verloor ze de voorzittersverkiezing van Jean-Michel Saive.

## Palmares

### Belgische kampioenschappen
- 2003 Belgische kampioenschappen Charleroi  -78 1e
- 2002 Belgische kampioenschappen Charleroi  -78 1e
- 2001 Belgische kampioenschappen Charleroi  -78 1e
- 1999 Belgische kampioenschappen Aalst  -78 1e
- 1998 Belgische kampioenschappen Aalst  -78 1e
- 1997 Belgische kampioenschappen Herentals  -72 1e
- 1995 Belgische kampioenschappen Etterbeek  -72 2e
- 1994 Belgische kampioenschappen Etterbeek  -72 2e
- 1992 Belgische kampioenschappen Etterbeek  -66 1e
- 1991 Belgische kampioenschappen Etterbeek  -72 2e
- 1990 Belgische kampioenschappen Etterbeek  -72 1e
- 1990 Belgische kampioenschappen-Alle Cat Etterbeek  open 1e
- 1989 Belgische kampioenschappen Etterbeek  -72 1e
- 1989 Belgische kampioenschappen-Alle Cat Etterbeek  open 3e
- 1988 Belgische kampioenschappen Etterbeek  -72 1e

### Internationale kampioenschappen
- 2001  Europese kampioenschappen Parijs (FRA) -78 2e
- 2000  Olympische Spelen Sydney (AUS) -78 5e
- 1999  Europese kampioenschappen Bratislava (SVK) -78 3e
- 1998  Europese kampioenschappen Oviedo (ESP) -78 5e
- 1996  Europese kampioenschappen Den Haag (NDL) -66 5e
- 1992  Olympische Spelen Barcelona (ESP) -66 3e
- 1992  Europese kampioenschappen Parijs (FRA) -66 2e
- 1990  Universitaire Wereldkampioenschappen  Brussel (BEL) -72 2e
- 1990  Universitaire Wereldkampioenschappen  Brussel (BEL) open 1e

### Internationale ploegenkampioenschappen
- 2000  Europese ploegenkampioenschappen Aalst (BEL) -78 3e
- 1999  Europese ploegenkampioenschappen Istanbul (TUR) -78 1e
- 1998  Wereldkampioenschappen voor ploegen Minsk (BLR) -78 3e

### Internationale Toernooien
- 2004 Int. A-Toernooi Rome (ITA) -78 3e
- 2003 Int. B-Toernooi Braunschweig (GER) -78 2e
- 2002  Int. A-Toernooi Wuppertal (GER) -78 3e
- 2002 Int. A-Toernooi Parijs (FRA) -78 5e
- 2002 Int. A-Toernooi Moscow (RUS) -78 3e
- 2001  Int. Toernooi Fukuoka (JPN) -78 5e
- 2001  Int. A-Toernooi Rotterdam (NDL) -78 3e
- 2001  Int. A-Toernooi München (GER) -78 5e
- 2001  Int. A-Toernooi Parijs (FRA) -78 5e
- 2001  Int. A-Toernooi Sofia (BUL) -78 2e
- 2000  Int. A-Toernooi Rotterdam (NDL) -78 1e
- 2000  Int. A-Toernooi Warschau (POL) -78 1e
- 2000  Int. A-Toernooi Praag (CZE) -78 5 e
- 2000  Int. A-Toernooi Boedapest (HUN) -78 3e
- 2000  Int. A-Toernooi Sofia (BUL) -78 5 e
- 2000  Int. A-Toernooi Moskou (RUS) -78 3e
- 1999 Int. A-Toernooi Warschau (POL) -78 1e
- 1999 Int. Toernooi Fukuoka (JPN) -78 2e
- 1998 US Open Colorado Springs (USA) -78 1e
- 1998 Int. A-Toernooi Rome (ITA) -78 3e
- 1998 Int. A-Toernooi Praag (CZE) -78 1e
- 1998 Int. A-Toernooi Parijs (FRA) -78 3e
- 1997 Int. A-Toernooi S’Hertogenbosch (NDL) -72 3e
- 1997 Int. A-Toernooi Praag (CZE) -72 1e
- 1997 Int. A-Toernooi München (GER) -72 2e
- 1996 Int. A-Toernooi Bazel (SUI) -72 1e
- 1996 Int. A-Toernooi Warschau (POL) -66 5e
- 1996 Int. A-Toernooi München (GER) -66 5 e
- 1995 Int. A-Toernooi Parijs (FRA) -72 2e
- 1994 Int. A-Toernooi Warschau (POL) -72 5 e
- 1994 Int. A-Toernooi Praag (CZE) -72 1e
- 1992 Int. A-Toernooi Parijs (FRA) -66 3e
- 1991 Int. A-Toernooi Nieuwegein (NDL) -72 3e
- 1991 Int. A-Toernooi Parijs (FRA) -72 5 e
- 1990 Int. A-Toernooi Leonding (AUT) -72 3e
- 1990 Int. Toernooi Aarlen (BEL) -72 1e
- 1989 Int. A-Toernooi Bazel (SUI) -72 1e
- 1989 Int. Toernooi Aarlen (BEL) -72 1e
- 1989 Int. Toernooi Kielce (POL) -72 2e
- 1988 Open Scandinavian Stockholm (SWE) -66 3e
- 1987 Open Scandinavian Oslo (NOR) -72 2e